# HELLO GOODBYE (PINK SAPPHIREの曲)
「HELLO GOODBYE」（ハロー・グッバイ）は、PINK SAPPHIREの3枚目のシングル。

## 内容
フジテレビ系『なるほど!ザ・ワールド』エンディング・テーマ。2枚目のアルバム『From Me To You』先行シングル。

## 収録曲
1. HELLO GOODBYE
作詞：美遊砂　作曲：宮口博行　編曲：PINK SAPPHIRE・土方隆行
2. Bye Bye バレンタイン
作詞：鮎川めぐみ　作曲：金田一郎　編曲：PINK SAPPHIRE・土方隆行